# ابن عرس كولومبي
ابن عرس كولومبي (الاسم العلمي: Mustela felipei) (بالإنجليزية: Colombian Weasel)‏ هو نوع من الحيوانات يتبع جنس ابن عرس من فصيلة العرسيات.